# Elantris
Elantris is een fantasyboek geschreven door de Amerikaanse schrijver Brandon Sanderson. Het werd voor het eerst gepubliceerd in 2005 door Tor Books en werd vernoemd naar de gelijknamige stad die centraal staat in het verhaal. Elantris was Sandersons eerste boek dat grote bekendheid genoot.
Elantris was ooit een stad van magie en de Elantrians waren goden in de ogen van de mensen, in staat om mensen te genezen met slechts een zwaai van hun hand. Door een ramp, bekend als de "Reod", raakten de inwoners van de stad vervloekt en de stad werd afgesloten van de rest van de samenleving. Ieder die getroffen werd door de "Shaod", een willekeurig verschijnsel dat mensen in Elantrians veranderde, werd voor eeuwig opgesloten in de stad.

## Inhoud
Het boek concentreert zich op drie personages wier ervaringen sterk verweven zijn met de rest van de plot. Elantris, een stad van magie, werd eens bewoond door onsterfelijke halfgoden, tot de magie verdween en Elantris langzaam afbrokkelde en de bewoners vervielen tot waanzin. 
Als prinses Sarene in Arelon arriveert, hoort ze dat haar verloofde, prins Raoden, is gestorven en dat het Rijk wordt bedreigd door de religieuze fanatici van Fjordell. Ze besluit in haar nieuwe vaderland te blijven om te helpen de dreiging af te slaan. Maar als vrouw wordt haar dat niet in dank afgenomen; ze wordt gedwongen in het geheim medestanders om zich heen te verzamelen, en dat tegen het bevel van de koning in.
Roaden is echter niet dood, maar werd door zijn vader in het geheim naar het ommuurde Elantris gebracht om te verbergen dat hij lijdt aan een geheimzinnige ziekte die de stad teistert. Roaden neemt zich voor achter het mysterie van Elantris te komen, terwijl zijn verloofde buiten de muren vecht voor haar leven en het voortbestaan van Arelon.

## Ontvangst
Elantris werd goed ontvangen door zowel fans als critici, hoewel sommigen suggereerden dat het boek best 150 pagina's dunner had kunnen zijn. Orson Scott Card zei: "Elantris is het fijnste fantasyboek van de voorbije jaren. Brandon Sanderson heeft een realistische en originele wereld gecreëerd waar magie en intrige behoren tot de dagelijkse gewoontes." Kirkus Reviews prees het boek omwille van het feit dat het boek niét deel uitmaakte van een serie: "Dit epische fantasyboek is niet het eerste deel in een Nooit Eindigende Reeks, met een ongewoon, goed ontwikkeld magiesysteem... het verhaal grijpt de lezer bij de keel van begin tot eind."

## Sequels
Op dit moment plant Sanderson een sequel voor Elantris. Hij zei eerder al dat het tien jaar na de gebeurtenissen in Elantris zou plaatsvinden en zich zou focussen op de oorspronkelijke hoofdpersonages.